# Orchestra Kristal
Orchestra Kristal (în bulgară: Оркестър Кристал) este o trupă de cealga bulgară din Iambol. Este una dintre cele două trupe, cealaltă fiind numită similar Orchestra Kristali din Montana, simbolizând genul pop-folk din Bulgaria.

## Discografie

### Albume de studio

#### Albume bulgărești
- Vǎrnete se, bǎlgari (1991)
- Robinja sǎm tvoja (1993)
- Mili moj (1994)
- Toni Dačeva i duet Šans (1995)
- Toni Dačeva i Mustafa Čaušev (1995)
- Kralica sǎm az (1996)
- Vsičko e ljubov (1998)
- Edna celuvka (1999)
- V novija vek (1999)
- Magija (2001)
- Na trapeza s ork. Kristal (2001)
- Kjučeci (2002)
- Na trapeza s ork. Kristal 2 (2002)
- Balkanika (2003)
- Na trapeza s ork. Kristal 3 (2003)
- Romski biseri (2004)
- Tik Tak (2004)
- Čat-čat (2004)
- Super kjučeci (2005)
- Hit kjučeci (2006)

#### Albume turcești
- Bizim İkimiz Esmeriz (2001)
- Reyhan ve Ork. Kristal (2002)
- Biz Șekeriz (2003)
- Tatlı Kız (2004)
- Kaderim (2005)
- Al Beni (2006)

### Compilări
- Hitovete na Kristal (1997)
- Zlatnite Hitove na ork. Kristal (2006)

### Albume video
- Ork. Kristal (1991)
- Robinya sum tvoya (1992)
- Mili Moi (1993)
- Kristal i Priyateli (1995)
- Vsichko i lyubov (1998)
- Na trapeza s ork. Kristal 2 (2003)
- Biz șekeriz (2003)
- Na trapeza s ork. Kristal 3 (2003)